# A Rush of Blood to the Head
A Rush of Blood to the Head – drugi studyjny album brytyjskiego zespołu Coldplay. Wydany nakładem Parlophone w sierpniu 2002 roku. Według krytyków płyta znacznie dojrzalsza od debiutanckiego Parachutes.
W 2003 album został sklasyfikowany na 473. miejscu listy 500 albumów wszech czasów magazynu Rolling Stone.
W 2013 album został sklasyfikowany na 1. miejscu listy BBC Radio's 2 Top 100 Albums.

## Lista utworów
1. „Politik” – 5:18
2. „In My Place” – 3:48
3. „God Put a Smile upon Your Face” – 4:57
4. „The Scientist” – 5:09
5. „Clocks” – 5:07
6. „Daylight” – 5:27
7. „Green Eyes” – 3:43
8. „Warning Sign” – 5:31
9. „A Whisper” – 3:58
10. „A Rush of Blood to the Head” – 5:51
11. „Amsterdam” – 5:19

## Twórcy
- Chris Martin – wokal, fortepian, keyboard, gitara akustyczna, gitara rytmiczna (8, 9), aranżacja instrumentów smyczkowych
- Jonny Buckland – gitara prowadząca, chórki, aranżacja instrumentów smyczkowych
- Guy Berryman – gitara basowa, syntezator, chórki, aranżacja instrumentów smyczkowych
- Will Champion – perkusja, chórki, instrumenty perkusyjne, aranżacja instrumentów smyczkowych

## Certyfikaty i sprzedaż
| Kraj                          | Certyfikat          | Sprzedaż   |
| ----------------------------- | ------------------- | ---------- |
| Argentyna (CAPIF)             | 3x platynowa płyta  | 120 000+   |
| Australia (ARIA)              | 7x platynowa płyta  | 490 000+   |
| Austria (IFPI Austria)        | platynowa płyta     | 30 000+    |
| Belgia (BEA)                  | 2x platynowa płyta  | 100 000+   |
| Brazylia (Pro-Música Brasil)  | złota płyta         | 50 000+    |
| Dania (IFPI Danmark)          | 5x platynowa płyta  | 100 000+   |
| Finlandia (Musiikkituottajat) | złota płyta         | 10 000+    |
| Francja (SNEP)                | 2x złota płyta      | 200 000+   |
| Hiszpania (Promusicae)        | złota płyta         | 50 000+    |
| Holandia (NVPI)               | platynowa płyta     | 80 000+    |
| Kanada (MC)                   | 4x platynowa płyta  | 400 000+   |
| Meksyk (AMPROFON)             | platynowa płyta     | 150 000+   |
| Niemcy (BVMI)                 | 2x platynowa płyta  | 600 000+   |
| Nowa Zelandia (RMNZ)          | 4x platynowa płyta  | 60 000+    |
| Portugalia (AFP)              | złota płyta         | 20 000+    |
| Singapur (RIAS)               | złota płyta         | 5 000+     |
| Stany Zjednoczone (RIAA)      | 4x platynowa płyta  | 4 000 000+ |
| Szwajcaria (IFPI Schweiz)     | złota płyta         | 20 000+    |
| Szwecja (GLF)                 | złota płyta         | 30 000+    |
| Wielka Brytania (BPI)         | 10x platynowa płyta | 3 000 000+ |
| Włochy (FIMI)                 | platynowa płyta     | 50 000+    |

## Nagrody i nominacje

### Nagrody
- 2003 Brit Awards, dla najlepszego brytyjskiego albumu
- 2003 nagroda Grammy, w kategorii Best Alternative Music Album
- 2003 nagroda Grammy, w kategorii Best Rock Performance by a Duo or Group with Vocal dla „In My Place”
- 2004 nagroda Grammy, w kategorii Record of the Year dla „Clocks”

### Nominacje
- 2003 Mercury Music Prize